# Macteola interrupta
Macteola interrupta é uma espécie de gastrópode do gênero Macteola, pertencente a família Mangeliidae.